# Babel Fish (сервис)
Babel Fish — сервис, предоставлявшийся Yahoo! до мая 2012 года для перевода части текста или веб-страницы целиком с английского (или нескольких других языков) на другой язык. Основан на приложении, разработанном Digital Equipment Corporation и SYSTRAN S.A. для корпорации AltaVista Technology в 1997 году. Назван в честь вымышленного существа из цикла научно-фантастических романов «Автостопом по галактике» английского писателя Дугласа Адамса вавилонская рыбка, название которого, в свою очередь, отсылает к древнему городу Вавилону и связанному с ним библейскому преданию о Вавилонской башне.
Перевод осуществляется по технологии, разработанной компанией SYSTRAN, одной из старейших фирм, ведущих разработки в области машинного перевода.

## Поддерживаемые языки
Babel Fish оперирует со следующими языками:
- Английский
- Греческий
- Датский
- Испанский
- Итальянский
- Китайский (с упрощённым и традиционным написанием иероглифов)
- Корейский
- Немецкий
- Португальский
- Русский
- Французский
- Шведский
- Японский

## Другие сервисы машинного перевода с похожими названиями
С сервисом Babel Fish не следует путать компанию The Babel Fish Corporation, которою создал в Оттаве (Канада) Оскар Жоффре в 1995 году. Хотя она, наряду с другой деятельностью, также предоставляет бесплатные услуги по переводу онлайн (сайт https://www.babelfish.com), её машинный переводчик может работать только с 10 языками, среди которых нет русского (по состоянию на февраль 2018 года). Источником названия для этой компании также послужила вавилонская рыбка.
Существует также компания Babylon, на сайте которой есть возможность бесплатного машинного перевода. По состоянию на февраль 2018 года, этот переводчик совпадает с переводчиком компании SDL International, доступным онлайн под названием SDL FreeTranslation.